# Together Again (album de Tony Bennett et Bill Evans)
Pour les articles homonymes, voir Together Again.
The Tony Bennett: Bill Evans Album est un album du crooner Tony Bennett et du pianiste de jazz Bill Evans paru en 1976.

## Historique
Cet album, produit par Helen Keane et Don Cody, a été initialement publié en 1976 par Improv (7117).
Les titres qui le composent ont été enregistrés aux Columbia Studios à San Francisco (Californie), du 27 au 30 septembre 1976. L'ingénieur du son était Don Cody.
En 2003, le label Concord Jazz a publié une réédition cd comportant de deux titres inédits et six prises alternatives inédites (Concord, CCD-2198).
Cet album a été réédité en 2009, couplé avec l'album The Tony Bennett: Bill Evans Album, sur le double cd The Complete Tony Bennett - Bill Evans Recordings (Fantasy Records). Cette réédition les deux titres additionnels et les prises alternatives de la réédition "Concord" et de nouvelles prises alternatives inédites.

## Titres de l’album original
| No  | Titre                       | Auteur                                               | Durée |
| --- | --------------------------- | ---------------------------------------------------- | ----- |
| 1.  | The Bad and The Beautiful   | David Raksin                                         | 2:18  |
| 2.  | Lucky to Be Me              | Leonard Bernstein, Betty Comden, Adolph Green        | 3:45  |
| 3.  | Make Someone Happy          | Jule Styne, Betty Comden, Adolph Green               | 3:53  |
| 4.  | You're Nearer               | Richard Rogers, Lorenz Hart                          | 2:23  |
| 5.  | A Child Is Born             | Thad Jones, Alec Wilder                              | 3:17  |
| 6.  | The Two Lonely People       | Bill Evans, Carol Hall                               | 4:51  |
| 7.  | You Don't Know What Love Is | Don Raye, Gene DePaul                                | 3:28  |
| 8.  | Maybe September             | Percy Faith,Jay Livingston, Ray Evans                | 3:55  |
| 9.  | Lonely Girl                 | Neal Hefti, Jay Livingston, Ray Evans                | 2:50  |
| 10. | You Must Believe in Spring  | Michel Legrand, Jacques Demy, Alan & Marilyn Bergman | 2:50  |

## Pistes additionnelles surThe Complete Tony Bennett - Bill Evans Recordings
Titres inédits
- Who Can I Turn To ? (Leslie Bricusse, Anthony Newley) - (2:28)
- Dream Dancing (Cole Porter) - (3:48)

Prises alternatives
- The Bad and The Beautiful - prise 4 - (2:13)
- The Bad and The Beautiful - prise 2 - (2:10)
- Make Someone Happy - prise 1 - (3:54)
- You're Nearer - prise 9 - (2:58)
- A Child Is Born - prise 2 - (3:27)
- A Child Is Born - prise 7 - (3:12)
- The Two Lonely People - prise 5 - (4:44)
- You Don't Know What Love Is - prise 16 - (3:33)
- You Don't Know What Love Is - prise 18 - (3:33)
- Maybe September - prise 5 - (4:38)
- Maybe September - prise 8 - (4:32)
- Lonely Girl - prise 1 - (2:58)
- You Must Believe in Spring - prise 1 - (6:02)
- You Must Believe in Spring - prise 4 - (5:36)
- Who Can I Turn To ? - prise 6 - (2:32)

## Personnel
- Tony Bennett : voix (sauf sur The Bad and the Beautiful)
- Bill Evans : piano